# Peuketien
Peuketien ist eine antike Landschaftsbezeichnung für einen Teil des heutigen Apulien und entspricht ungefähr dem heutigen Gebiet der Metropolitanstadt Bari (Terra di Bari) in Süditalien. Diese Bezeichnung wurde von den Griechen und den antiken Historikern gegeben, nach denen das heutige Apulien in Daunien (heutige Provinz Foggia), Peuketien und Messapien (heutige Provinz Lecce) unterteilt war. Die dort lebende, seit ca. 700 v. Chr. in griechischen Quellen erwähnte, einheimische Bevölkerung wurde kulturell durch verschiedene griechische Kolonien beeinflusst.
Die wichtigsten von den Peuketiern gegründeten Zentren waren Sannace, etwa 5 km von Gioia del Colle entfernt und Rubi (Ruvo di Puglia).
Die Peuketier kamen wahrscheinlich zusammen mit den Dauniern, Japygen und Messapiern im 11. Jahrhundert v. Chr. von Illyrien über den Kanal von Otranto nach Apulien. Nach der Vertreibung der Ausonen (alte, legendäre Bezeichnung für die Bewohner zunächst der Westküste Italiens), siedelten sie in der heutigen Provinz Bari. Ab dem 4. Jahrhundert v. Chr. wurde Peuketien von Rom unterworfen.
Die Wirtschaft beruhte auf Viehzucht und Handwerk, das seine größte Entwicklung in der Spinnerei und in der Wollweberei hatte.
Wichtig waren die Kontakte mit den Kolonien der Magna Graecia, zuerst mit Metapont und danach mit Tarent. Dies wird durch gefundene Münzen und Vasen bestätigt. Zahlreich waren auch die Kontakte und Kriege mit den Messapiern.